# Baldomero Espartero
 (décembre 2022).
Si vous disposez d'ouvrages ou d'articles de référence ou si vous connaissez des sites web de qualité traitant du thème abordé ici, merci de compléter l'article en donnant les références utiles à sa vérifiabilité et en les liant à la section « Notes et références ».
Joaquín Baldomero Fernández Espartero Álvarez de Toro, prince de Vergara, duc de la Victoria et de Morella, comte de Luchana et vicomte de Banderas, plus connu sous le nom de Baldomero Espartero (27 février 1793 - 8 janvier 1879), est un militaire et homme d'État espagnol.
Associé au courant radical et progressiste du libéralisme espagnol, il en devient le héros après la victoire qu'il remporte sur les Carlistes en 1840. Ses titres de duc de La Victoria et de prince de Vergara, accordés par Isabelle II, rappellent ce succès.

## Premières armes
Né à Granátula de Calatrava, un village de la province de Ciudad Real, il est le neuvième enfant d'un charpentier qui souhaite faire de lui un prêtre. Il entre au couvent pour y faire ses études en 1808 : il a 16 ans. Il s'enrôle alors dans un bataillon composé d'étudiants et de séminaristes pour combattre les armées de Napoléon. Il se distingue par sa bravoure, est reçu à l'École militaire de l'île Saint-Léon.
En 1811, il intègre l'académie du Génie et devient sous-lieutenant en 1812. Il échoue toutefois à passer en deuxième année et doit rejoindre l'infanterie.
En 1815 il se rend en Amérique du Sud, sous le commandement du général Morillo, commandant en chef de troupes chargées de réprimer le soulèvement des colonies espagnoles. Pendant 8 ans, Espartero se distingue dans les combats contre les colons révoltés de la région andine (Chili et Bolivie). Blessé plusieurs fois, il monte rapidement les échelons de la hiérarchie : capitaine en 1816, commandant en 1817, il est colonel en 1822.
Passionné par le jeu, il se fait une fortune considérable ; il est d'une grande dextérité au maniement de toutes les armes. Chargé de rapporter en Espagne les drapeaux conquis, il reçoit après la victoire de Torata en 1823, le grade de brigadier.
En 1824, il est envoyé par le vice-roi La Serna à Madrid pour gagner la confiance du roi Ferdinand VII. Le 9 décembre 1824, il s'embarque à nouveau pour l'Amérique ; le même jour les armées espagnoles sont battues par Antonio José de Sucre à la bataille d'Ayacucho. Espartero ne débarque à Quilca en mai 1825 que pour être arrêté sur les ordres de Simón Bolívar.

## La première guerre carliste
Libéré peu après et rapatrié en Espagne, Espartero est envoyé à la garnison de Logroño, il épouse la fille d'un riche propriétaire terrien, María Jacinta Martínez de Sicilia, le 13 septembre 1827. À la mort du roi Ferdinand VII en 1833, il rejoint les rangs des Cristinos ou Isabelinos, partisans de la fille de Ferdinand VII, Isabelle II, et de sa mère, la régente Marie-Christine. Les Cristinos s'opposent aux Carlistes, partisans du frère de Ferdinand VII, l'infant Carlos. En 1834, il est nommé commandant général de Biscaye. Après la victoire de Guernica, il est fait Mariscal de Campo (général de brigade), puis commandant général des provinces basques. En juin 1835, il est défait par les Carlistes du général Zumalacárregui à Villafranca de Guipuzcoa. Après plusieurs succès contre les Carlistes en 1835 et 1836, il est promu Teniente General (général de division). Peu après, il est élu député de Logroño aux Cortes.
Le 17 septembre 1836, un décret le nomme, après le départ de Cordova, général en chef de l'armée d'opérations du Nord. Vice-Roi de Navarre et capitaine général des provinces basques, il se montre négociateur et temporisateur plus qu'homme de guerre.
Il est nommé général en chef de l'armée du Nord et remporte en décembre 1836, une grande victoire sur les Carlistes à Luchana, près de Bilbao. Cette victoire sonne le début de la fin pour les Carlistes et vaut à Espartero le titre de conde de Luchana (comte de Luchana). À la bataille d'Aranzueque, il défait une tentative carliste de prendre la capitale, avant de remporter une série de victoires sur les Carlistes à Peñacerrada, Ràmales et Guardamino. Il est capitán general, le plus haut grade de l'armée, en 1838.
En mai 1839, il s'empare des positions formidables des carlistes, achève de les mettre en déroute. Le 29 août 1839, il conclut avec le général carliste Rafael Maroto l'accord d'Oñate, qui suit la symbolique embrassade de Vergara. L'accord met fin à la première guerre carliste dans le Nord-Ouest de l'Espagne et vaut à Espartero les titres de duque de la Victoria (duc de la Victoire), de grand d'Espagne et de vicomte de Banderas. Par la convention de Bergara, cette guerre civile qui a duré sept ans se termine : Don Carlos et bientôt Cabrera passent en France.
En mai 1840, il défait en Catalogne, à Morella, le général carliste Ramón Cabrera, qui refusait l'accord d'Oñate. Il est alors fait duque de Morella (duc de Morella) et chevalier de la Toison d'or.

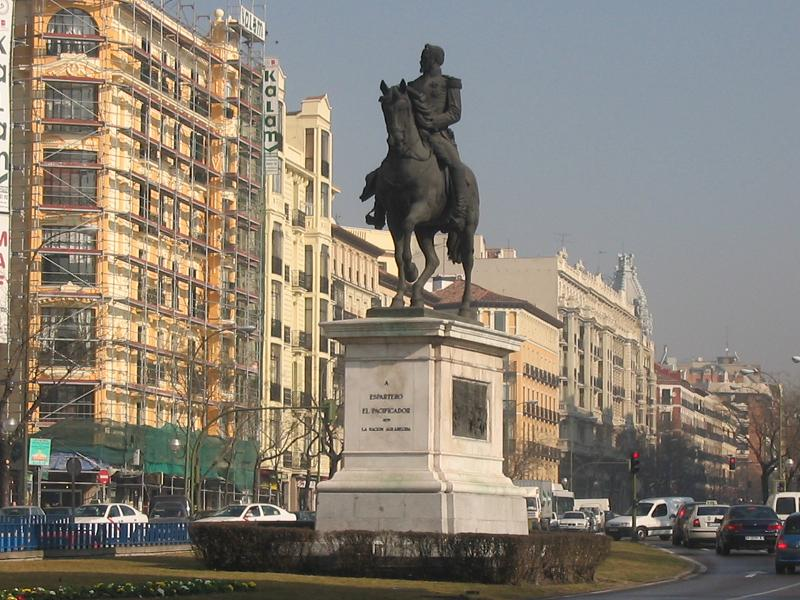
Statue élevée en 1839 au Pacificador à Madrid

## Le régent
Parallèlement à son rôle militaire, Espartero s'est depuis 1837 rapproché des Progressistes. À la sortie de la guerre, le prestige dont il dispose en Espagne oblige la régente à le nommer président du Conseil.
Espartero s'oppose fortement aux inclinations conservatrices de la régente et finit par provoquer un soulèvement à Madrid et Barcelone qui la chasse du pouvoir en 1841. Le 1er septembre 1840, à la suite d'une insurrection grave qui a éclaté à Madrid, la reine régente Marie-Christine abdique et Espartero est nommé chef d'une régence provisoire.
Espartero se fait conférer la régence par un vote des Cortes le 8 mars 1841, mais son gouvernement autoritaire suscite beaucoup de déceptions parmi les Progressistes qui l'ont mené au pouvoir. La dissolution des cortès est prononcée; les nouvelles cortès confirment son titre de Régent. La tutelle même est enlevée à Christine : Espartero règne et gouverne en attendant la majorité d'Isabelle II.
Au mois d'octobre 1841, Barcelone qui l'a porté sur le pavois, s'insurge contre son despotisme militaire et devant les duretés de sa politique fiscale, mais cette tentative prématurée n'a servi qu'à alourdir le joug du Régent. Espartero fait tirer au canon sur la ville, provoquant une grande animosité en Espagne.
En 1842, le général Prim se révolte.

### Zurbano
Don Martín Zurbano, fils d'un muletier, ex-contrebandier, homme dévoué à Espartero, est pour le régent un fidèle partisan dans ses premières luttes du pouvoir et de la nation. Cette soumission est poussée si loin, que le nom de Zurbàno a fait horreur à l'Espagne, et que plusieurs villes ont mis sa tête à prix.
C'est dans ces circonstances que le Régent nomme Zurbano maréchal de camp, et peu après commandant supérieur de la province de Gérone. Espartero approuve solennellement les excès féroces de Zurbano en le nommant, en août 1843, grand-croix de l'ordre d'Isabelle la Catholique, et en octobre, Inspecteur général des douanes, avec des pouvoirs très étendus.

### L'insurrection de Barcelone (1842)
Cependant les esprits s'agitent de plus en plus à Barcelone, les Britanniques profitant des troubles de l'Espagne, inondent ce pays de leurs marchandises; les manufacturiers de la Catalogne sont menacés d'une ruine complète. En novembre, Barcelone s'insurge, une lutte sanglante a lieu, dans laquelle les troupes perdent plus de 500 hommes; mais des vaisseaux britanniques, arrivés depuis peu dans le port, aident le Régent à soumettre la ville rebelle.
Après un bombardement de treize heures, après avoir reçu 817 bombes, après avoir vu ses plus beaux quartiers détruits, Barcelone se rend le 4 décembre 1842 et ouvre ses portes aux troupes du Régent. Zurbano est un des premiers à y entrer, les chefs de l'insurrection étant en fuite, les milices sont décimées; Barcelone est frappée d'une contribution de 12 millions de réaux; les prisons sont remplies, mais ces rigueurs causent en Espagne une indignation générale. Les Cortès qui protestent sont dissoutes le 4 janvier 1843 et remplacées par une Chambre non moins hostile au gouvernement.
Le 1er mai, le ministère donne sa démission en masse. Le ministère Lopez, qui lui succède, ayant manifesté l'intention de secouer le joug du Royaume-Uni, doit encore se retirer devant la volonté d'Espartero; mais le Congrès déclare à l'unanimité que ce ministère a bien mérité de l'Espagne.
Les nouveaux ministres que choisit Espartero sont hués par la foule en se rendant au Congrès; à leur sortie, le peuple les accueille à coups de pierres.

### L'insurrection de 1843

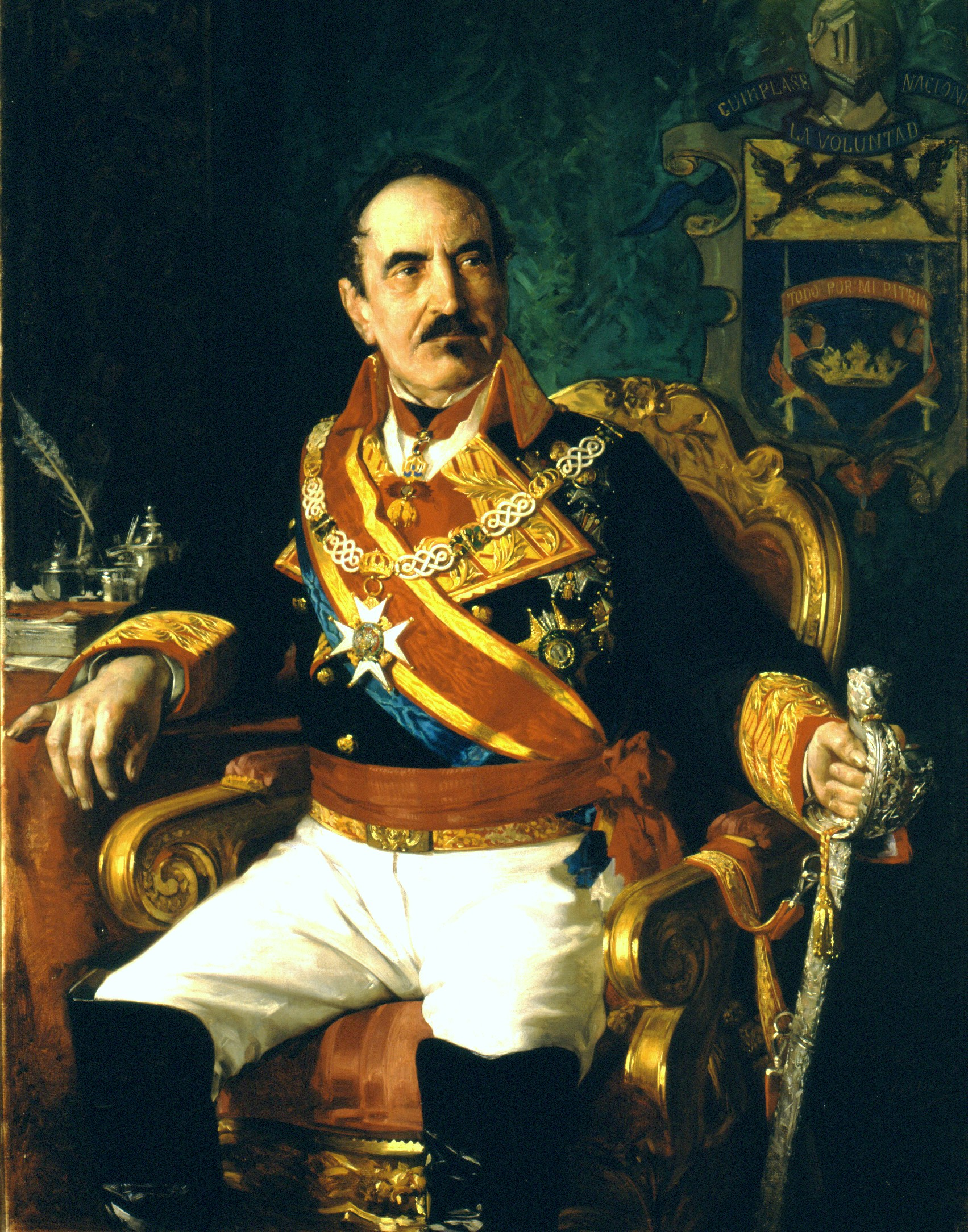
Portrait du Prince de Vergara par José Casado de Alisal. Congrès des députés.

Le lendemain, les Chambres sont prorogées, puis dissoutes par un décret du 26 mai 1843. Dès ce moment, le ministère et le régent sont perdus dans l'opinion publique; les députés portent rapidement dans les provinces tout leur mécontentement. Partout ils dépeignent Espartero comme un usurpateur futur du trône d'Isabelle, comme un dictateur impitoyable, et partout les esprits s'agitent et se préparent à l'insurrection. Malaga, Grenade et d'autres villes se soulèvent : Zurbano manque d'être massacré dans Barcelone; une junte s'y constitue et déclare la province de Barcelone indépendante du gouvernement de Madrid.
Ces événements inquiètent le Régent, il comprend qu'il y a là un danger sérieux et se décide à agir; le 15 juin, presque toute la Catalogne est debout, plusieurs villes se prononcent dans l'Aragon, dans la province de Valence, en Murcie et en Andalousie; décidément, la fortune d'Espartero se voile et la réprobation générale qui le frappe s'accroît encore par la nomination de Zurbano au grade de lieutenant-général.
Le 20 juin, il quitte Madrid avec 6 000 hommes pour Valence alors que Zurbano se dirige sur la Catalogne; mais les villes continuent de se soulever, l'armée échappe à Espartero par fractions; les hommes qu'il a comblés de faveurs s'unissent à ses ennemis pour le renverser. Au 1er juillet, il ne reste au Régent que l'Aragon, l'Estrémadure, la Nouvelle-Castille et la Manche.
Ce qui aggrave sa position, c'est que ses coffres sont vides et qu'aucun impôt ne parvient à Madrid. Sûre de sa puissance, la junte de Barcelone forme un gouvernement provisoire ; elle convoque le ministère Lopez dans ses murs. En attendant l'armée de ce ministère, elle le constitue dans la personne du général Serrano. Le premier acte émané de Serrano est celui qui prononce la déchéance du régent.
Cependant, les progrès de l'insurrection sont connus à Madrid où Mendizábal gouverne en l'absence du Régent. Celui-là organise un système de terreur qui arrête tout murmure; mais voyant la marche des choses et en prévoyant le dénouement, il conseille à Espartero de rappeler le ministère Lopez. Le Régent refuse. « Non, je ne céderai point, dit-il ; que le sabre en décide : ma destinée est de tomber comme un chef de bande (como un bandolero) sur un champ de bataille. »
Le général Ramón María Narváez y Campos, exilé par le Régent et son ennemi personnel, commande une partie des troupes au service de la junte. Le 5 juillet, il occupe Daroca, sur la grande route de Saragosse à Madrid, et coupe ainsi la capitale et le Régent du principal corps d'armée qui lui reste fidèle. Ce bras de fer entre l'Espagne et Espartero ne peut se prolonger longtemps.
Le 22 juillet, Madrid étant menacé de trois côtés, Mendizabal doit songer à son salut et cherche un asile à l'hôtel de l'ambassadeur britannique. Le 23 au matin, le général Narváez fait son entrée dans la capitale à la tête de son corps d'armée; il y est reçu avec liesse. L'armée défile sous le balcon de la jeune reine, heureuse d'être libre enfin. La milice est désarmée, mais personne n'est arrêté.

### L'exil

Armoiries de Espartero.

Les partisans d'Espartero peuvent quitter Madrid sans être inquiétés ; Zurbano lui-même en sort sans obstacle. Cependant Espartero fait bombarder Séville que les habitants défendent avec courage. Le Régent ayant appris la reddition de Madrid et la marche rapide des troupes expédiées par Narvaez, se décide à fuir. Le 26, au point du jour, il quitte le camp avec quelques affidés, la caisse de l'armée et 400 cavaliers dévoués et se dirige rapidement sur Cadix, poursuivi de près par le général Concha. Il manque d'être pris près du port Santa Maria; il doit se jeter précipitamment dans la première barque qu'il trouve sur le rivage et gagne le large, se dirigeant sur le vaisseau britannique le Malabar, qui mouille dans la baie.
Il compte se faire conduire à Cadix ; mais cette ville s'étant soumise à la junte, le rôle d'Espartero est fini; il lui reste à demander un dernier asile au Royaume-Uni, ce qu'il fait.

## La retraite
En 1847, la reine Isabelle II et le président du Conseil Pacheco, tentant de se concilier Espartero, le nomment sénateur et ambassadeur au Royaume-Uni. En 1849, il retourne à Logroño et y mène une vie retirée. Après la révolution de 1854, il est à nouveau nommé président du Conseil, mais démissionne en 1855 tout en restant actif au parti progressiste jusqu'en 1864.
En 1868, après la révolution de septembre, le général Prim lui propose le trône d'Espagne, mais Espartero refuse. Dans sa retraite de Logroño, il est visité et honoré par les rois qui se succèdent en Espagne : Amédée de Savoie, puis Alphonse XII. En 1871, le premier lui accorde le titre de principe de Vergara (prince de Vergara).

## Distinctions
- Grand-croix de l'ordre d'Isabelle la Catholique